# 坂井市立明章小学校
坂井市立明章小学校（さかいしりつ めいしょうしょうがっこう）は、福井県坂井市丸岡町油為頭にある公立小学校。

## 沿革
- 1873年（明治6年） - 油為頭神社に明章小学校が創立。
- 1880年（明治13年） - 油為頭に明章小学校校舎を建設。
- 1886年（明治19年） - 板倉に校舎移転。
- 1894年（明治27年） - 明章尋常小学校と改称。
- 1897年（明治30年） - 校舎新築。
- 1899年（明治32年） - 第一高椋尋常小学校と改称。
- 1909年（明治42年） - 本校舎改築。
- 1912年（大正元年） - 高椋東尋常小学校と改称。
- 1926年（大正15年） - 高椋尋常高等小学校板倉分教場となる。
- 1941年（昭和16年） - 国民学校令により高椋村国民学校板倉分教場と改称。
- 1943年（昭和18年） - 高椋村立高椋幼稚園板倉分園を併置。
- 1947年（昭和22年） - 学制改革により高椋村立高椋小学校板倉分校と改称。
- 1948年（昭和23年） - 6月の福井震災で全校舎倒壊。
- 1949年（昭和24年） - 南校舎竣工。
- 1950年（昭和25年） - 講堂竣工。校歌制定。分校への通学は第3学年までとし、第4学年以上は本校（高椋小）に通学。
- 1955年（昭和30年） - 町村合併により丸岡町立高椋小学校板倉分校と改称。
- 1958年（昭和33年） - 北校舎を西側に移転改築。
- 1985年（昭和60年） - 板倉分校休校。全児童は本校へ通学。
- 1988年（昭和63年） - 新小学校・幼稚園建設のための校地造成。
- 1991年（平成3年） - 新校・園名がそれぞれ「明章小学校」「明章幼稚園」に決定。校章・制服決定。管理棟・校舎・園舎完成。
- 1992年（平成4年） - 明章小学校・幼稚園の新規開校・開園に伴い、板倉分校・分園が閉校・閉園。
- 2000年（平成12年） - 明章小学校ホームページ開設。
- 2005年（平成17年） - 明章幼稚園が休園。
- 2006年（平成18年） - 市町村合併による坂井市の発足に伴い、坂井市立明章小学校と改称。

## 通学区域
- 南今市・高瀬・豊原高瀬・筑後清水・四ツ柳・北四ツ柳・高田・油為頭・板倉・野中山王・大森・山崎三ケ・末政[1]

## 進学先中学校
- 市立丸岡南中学校[1]

## 学校周辺
- 高椋東部公民館
- 高向神社
- 坂井市立丸岡南中学校